# کاسوکه ماتسودا
کاسوکه ماتسودا (ژاپنی: 松田 康佑؛ زادهٔ ۲۶ سپتامبر ۱۹۸۶) یک بازیکن فوتبال اهل ژاپن است.
از باشگاه‌هایی که در آن بازی کرده‌است می‌توان به باشگاه ورزشی یوکوهاما اشاره کرد.